# Knut Borch
Knut Håkon Borch (født 29. januar 1980 i Tromsø, Norge) er en norsk tidligere fodboldspiller (målmand).
Borch tilbragte hele sin 12 år lange karriere hos Tromsø IL i sin fødeby. Han spillede desuden én kamp for det norske landshold, en venskabskamp mod Jordan i januar 2005.